# Ghita de Alizarr
Ghita de Alizarr (en el inglés original, Ghita of Alizarr) es una serie de historietas de fantasía heroica creada por Frank Thorne en 1979, la más famosa de las suyas. Su protagonista homónima es una guerrera y antigua prostituta, cuyo carácter desinhibido la hace atípica dentro del género.

## Trayectoria
Tras haber ilustrado Red Sonja para Marvel Comics, Frank Thorne creó su propia heroína bárbara, ya sin las restricciones del Comics Code, para el número 7 de "1984", de 1979.
En España, fue publicada con años de retraso, entre 1981 y 1983, en los números 31 a 51 de la edición española de la revista "1984".